# Ottfried Neubecker
 (juin 2020).
Si vous disposez d'ouvrages ou d'articles de référence ou si vous connaissez des sites web de qualité traitant du thème abordé ici, merci de compléter l'article en donnant les références utiles à sa vérifiabilité et en les liant à la section « Notes et références ».
Ottfried Neubecker, né le 22 mars 1908 à Berlin-Charlottenburg et décédé le 8 juillet 1992 à Wiesbaden, est un des plus célèbres héraldistes et vexillologue allemands de l'époque contemporaine.

## Biographie
Après des études aux universités de Genève, Heidelberg et Berlin, il se passionna pour l'héraldique et commença une carrière d'héraldiste vers les années vingt avec son ouvrage L'héraldique allemande de 1806 à 1871 qui fut sa thèse de doctorat.
Connaissant à fond l'histoire et l'esprit de l'héraldique il fut également un artiste héraldiste de talent, au style personnel.

## Ses écrits
- Die Reichseinheitsflagge. 1926.
- Die deutschen Farben. 1929.
- Das Deutsche Wappen 1806–1871. Dissertation. Berlin 1931.
- Deutsch und Französisch für Heraldiker. Berlin 1934.
- Fahnen und Flaggen. Leipzig 1939.
- Flaggenbuch des Oberkommandos der Kriegsmarine. 1939.
- Kleine Wappenfibel. Constance, 1969.
- Heraldik. Wappen – ihr Ursprung, Sinn und Wert., Francfort, 1977.
- Wappenbilderlexikon. Munich, 1985.
- A Guide to Healdry. Adligenswil 2006.